# În dulcele stil clasic
În dulcele stil clasic este un volum de poezii al poetului român Nichita Stănescu publicat în 1970.  Volumul cuprinde următoarele poezii:
| - Vedere în acțiune - Invizibilul soare - Ridicare de cuvinte - Moartea păsărilor - Despre lupul singuratic - Pierderea cunoștinței prin cunoaștere - Fel de sfârșit - Al meu suflet, Psyhée - Lăuntrul ochi - Măiastră - Atica - Hrana - Trei cai - Dulce cupa mea de piele - Baladă - Testament - N-ai să vii - Atât de repede - Cel mai bătrân - Încins - Locomotive vechi, terasamente, greieri - Voci de mulți oameni - Acest bloc de nervi - În dulcele stil clasic - Mă las locuit - Mănușa - Galben copil, oprit în poză - Estompare - Din această carcasă - Mult vechii de romantici - Într-o mare de plasmă - Scurtă baladă | - Dinți - Ausweis - Lepădare de copii - Scriptură - Numai o clipă - Sete - Poate că ochiul meu verde - Legendă - Și adevărată, - și jucată - Din nou, noi - Era cu neputință să le fie foame - Feluri - Obediență - Cântec - Tot Universul nostru era albastru și gol - Strigături - Pasărea verișoara - Stare - Mit - Iar nu barbar ... - Numărătoarea - Uneori - Cântec de încurajare - Zvon - De dragoste - A mea - Încercare de somn - Rugare - Somn - Atât de mândru ea mergea - Orga de apă - Soldatul și pasărea |

1. ↑  Marian Chirulescu, Paul D. Popescu, Mihaela Radu (2021). Personalități prahovene. Dicționar biobibliografic. Darkoprint. p. 585.